# Sockel 939
Der Sockel 939 ist ein Prozessorsockel für die Prozessoren AMD Athlon 64, AMD Athlon 64 FX, AMD Athlon 64 X2 und AMD Opteron. Er wurde im Juni 2004 als Nachfolger des Sockel 754 vorgestellt. Sein Nachfolger ist der im Mai 2006 präsentierte Sockel AM2.
Sockel 939 ist eine Abwandlung des Sockel 940, der im Gegensatz zu diesem nicht mehr Registered DDR-SDRAM voraussetzt, sondern auch normales DDR-SDRAM, was den Bau von kostengünstigeren Athlon 64-Systemen ermöglicht.
Der Sockel 939 unterscheidet sich vom Sockel 754 folgendermaßen:
- 128-Bit-Speicherinterface (Dual Channel) statt nur eines Kanals (64-Bit)
- 1000-MHz-(HT1000)-HyperTransport statt 800 MHz (HT800)

Für Einstiegs-PCs auf Basis von AMD-Prozessoren war der Sockel 754 vorgesehen, während für Workstations und Server der Sockel 940 mit seinem zweikanaligen Speicherinterface Anwendung finden sollte.
Der Sockel 939 wurde vom neuen Sockel AM2 als Standardsockel für alle AMD-Workstation/Desktop-Prozessoren abgelöst, da dieser DDR2-800 Speicher unterstützt und für AMDs Virtualisierungstechnik Pacifica vorbereitet ist.
Durch steigende Popularität der neuen Sockel AM2 und später auch AM2+ wurde der Sockel 939 sehr schnell zur Seltenheit, da die Aufrüstung nicht sehr kostspielig war. Dies hatte zu der Zeit zur Folge, dass Sockel 939-Komponenten gebraucht teurer als neue AM2/AM3-Komponenten waren, während Systeme auf Basis des konkurrierenden Sockel 775 von Intel immer billiger zu haben waren.